# Erwin Kurz (Politiker)
Erwin Kurz (* 29. April 1846 in Aarau; † 8. Februar 1901 ebenda; heimatberechtigt in Schwamendingen und Aarau) war ein Schweizer Politiker (FDP). Er vertrat von 1881 bis zu seinem Tod den Kanton Aargau im Nationalrat.

## Biografie
Das sechste von zehn Kindern des Literaturhistorikers Heinrich Kurz absolvierte in Aarau die Kantonsschule, wo sein Vater als Lehrer tätig war. Anschliessend studierte er Recht an den Universitäten Zürich und Leipzig. In Zürich war er Mitglied der Studentenverbindung Helvetia. 1868 erwarb er bereits im Alter von 22 Jahren das Anwaltspatent. Nach kurzer Tätigkeit als Rechtsanwalt trat er 1869 in den Staatsdienst ein und war Sekretär im Justizdepartement des Kantons Aargau.
1875 arbeitete Kurz als Stadtschreiber von Aarau, legte dieses Amt jedoch im selben Jahr nieder, als er in den Aarauer Stadtrat gewählt wurde. Diesem gehörte er bis 1880 an, ausserdem war er Präsident der Aarauer Schulpflege. Neben seinen politischen Ämtern war er hauptberuflich als Rechtsanwalt tätig. Im Militär hatte er den Rang eines Obersten und war Stellvertreter des Oberauditors.
Ab 1876 gehörte Kurz bis zu seinem Tod dem Aargauer Grossen Rat an, den er 1886/87 präsidierte. Als Mitglied des Verfassungsrates wirkte er 1884/85 an der Ausarbeitung einer neuen Kantonsverfassung mit, wobei insbesondere die Erweiterung der Volksrechte zu seinen Hauptanliegen zählte. Bei den Parlamentswahlen 1881 zog er in den Nationalrat ein. In diesem übte er als Präsident der Kommission für die Rechtsvereinheitlichung grossen Einfluss aus, 1886/87 war er Nationalratspräsident.
Neben seiner beruflichen und politischen Tätigkeit hatte Kurz mehrere weitere Ämter inne. Von 1881 bis 1887 war er Direktor des Aargauischen Lehrerinnenseminars, ab 1885 Verwaltungsrat der Aargauischen Bank (Vorläuferin der Kantonalbank) und ab 1895 Verwaltungsrat der Centralbahn. Ausserdem präsidierte er das Unterstützungskomitee für den Bau der Wynentalbahn.
Ein Neffe von Kurz war der Staatsrechtslehrer Heinrich Triepel. Dessen Mutter Mathilde war eine Schwester von Kurz. Während der Schulzeit besuchte Triepel öfter seine Verwandten in Aarau und erhielt dort Gelegenheit, Einblick in die anwaltliche Praxis seines Onkels zu nehmen. Vielleicht, so schrieb Triepel später in seinen Lebenserinnerungen, seien die damals empfangenen Eindrücke ausschlaggebend für seinen Entschluss gewesen, Jurist zu werden.